# 日本語学科
日本語学科（にほんごがっか）とは、日本語を教育研究することを目的として大学や専門学校などの高等教育機関に置かれる学科の名称である。

## 設置校

### 大学

#### 国内
- 東京外国語大学
- 大阪大学（外国語学科 日本語専攻）
- 広島大学（教育学部 第三類 日本語教育コース）
- 明海大学
- 拓殖大学（外国語学部　国際日本語学科）
- 大東文化大学
- 目白大学（外国語学部　日本語・日本語教育学科）
- 名古屋外国語大学
- 京都外国語大学
- 姫路獨協大学
- 朝鮮大学校
- 専修大学

#### 国外

##### 台湾
- 国立台湾大学
- 国立政治大学
- 東呉大学
- 中国文化大学
- 世新大学
- 輔仁大学
- 淡江大学
- 真理大学 (応用日本語学科)
- 致理科技大学 (応用日本語学科)
- 銘伝大学 (応用日本語学科)
- 開南大学 (応用日本語学科)
- 中華大学 (応用日本語学科)
- 玄奘大学 (応用日本語学科)
- 育達科技大学 (応用日本語学科)
- 東海大学
- 静宜大学
- 国立台中科技大学 (応用日本語学科)
- 修平科技大学 (応用日本語学科)
- 大葉大学 (応用日本語学科)
- 明道大学 (応用日本語学科)
- 呉鳳科技大学 (応用日本語学科)
- 長栄大学 (応用日本語学科)
- 南台科技大学 (応用日本語学科)
- 義守大学 (応用日本語学科)
- 実践大学 (応用日本語学科)
- 国立高雄科技大学 (応用日本語学科)
- 国立高雄餐旅大学 (応用日本語学科)
- 文藻外語大学
- 国立屏東大学 (応用日本語学科)

##### アジア
- 北京大学
- 上海外国語大学
- 山東大学
- 韓国外国語大学
- 同徳女子大学校
- 中央大学校
- 水原大学校
- キルギス国立大学
- 平壌外国語大学（旧金日成総合大学外国語学部）
- 恵州学院

##### 欧州
- ルーヴェン・カトリック大学
- ライデン大学
- ゲント大学
- モスクワ大学
- ルール大学ボーフム
- ジュネーヴ大学
- パリ大学
- ストラスブール大学
- ロンドン大学

##### ブラジル
- ブラジリア大学
- サンパウロ大学
- リオデジャネイロ連邦大学
- パラナ連邦大学

##### その他
- コロラド州立大学
- ユタ州立大学
- 中山大学

### 専門学校
- 日本理工情報専門学校
- 愛媛電子ビジネス専門学校
- 関西外語専門学校
- 九州英数学舘

### その他
- リヨン公立国際学園